# 柚木Gao
柚木Gao（日语：／ Yuzuki Gao，1988年5月29日—），日本漫畫家、插畫家。出身並居住於青森縣。

## 作品列表

### 連載作品
- 當不成勇者 ～當不成勇者的我，只好認真找工作了。～（原作：左京潤，人物原案：戌角柾，《YOUNG GANGAN》，史克威爾艾尼克斯）
- （《MANGA TIME KIRARA MAX（日语：まんがタイムきららMAX）》，芳文社）
- 。（《YOUNG GANGAN》，史克威爾艾尼克斯）
- 艦隊Collection -艦Colle- 海色中的薩克斯（原案：「艦Colle」營運鎮守府、協力：C2機關，《週刊Fami通》，KADOKAWA Game Linkage（日语：KADOKAWA Game Linkage））

### 選集
- K-ON！輕音部 漫畫選集 4

### 遊戲原畫
- 晴天中的偶然落雨（SD原畫，Palette，2011年）
- 初戀1/1（SD原畫，tone work's，2012年）
- 執事選擇公主之時（SD原畫，PeasSoft，2013年）

## 外部連結
- （日語）—柚木Gao的官方個人網站 []。
- 柚木Gao的X（前Twitter） （日語）